# 우아리 부메디엔

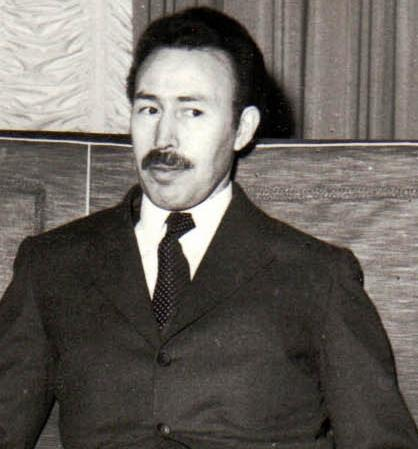
Houari Boumedienne

우아리 부메디엔(아랍어: هواري بومدين, 프랑스어: Houari Boumediène, 1932년 8월 23일 ~ 1978년 12월 27일)는 1965년 6월 19일부터 1976년 12월 12일까지 알제리 군정 수장이었으며, 1978년 12월 27일에 죽을 때까지 알제리의 대통령 자리에 있었다.

## 배경
무함마드 이브라힘 부카루바(محمد إبراهيم بوخروبة)는 겔마 주에 있는 헬리폴리스 근방에서 태어났으며 콘스탄틴의 이슬람 기관에서 교육을 받았다. 1955년 알제리 독립 전쟁 와중에 알제리 국민해방전선에 가입하면서, 전쟁 동안 장교로서 복무했던 서알제리에 있는 틀렘센 시의 수호성인인 시디 부메디엔과 근처 오랑의 수호성인 시디 엘 우아리에서 영감을 얻어 가명으로서 우아리 부메디엔(هواري بومدين)이라는 이름을 썼다. 당시 알제리의 군사조직에서 가장 높은 계급이었던 대령 계급에 올랐으며, 독립 이후에는 군 수뇌부에 배치되었다. 1965년 자신의 세력을 통해 쿠데타를 일으켜 권좌에 올랐다.

## 역대 선거 결과
| 선거명      | 직책명        | 대수 | 정당         | 득표율 | 득표수      | 결과 | 당락 |
| ----------- | ------------- | ---- | ------------ | ------ | ----------- | ---- | ---- |
| 1976년 선거 | 알제리 대통령 | 2대  | 국민해방전선 | 99.46% | 7,976,568표 | 1위  |      |

## 같이 보기
- 우아리 부메디엔 공항